# Aidia wattii
Espèce
Aidia wattii est une espèce de plante à fleurs de la famille des Rubiacées et du genre Aidia, endémique de Sao Tomé-et-Principe.